# A Romance of the Redwoods
A Romance of the Redwoods is een stomme film uit 1917 onder regie van Cecil B. DeMille. De film is verkrijgbaar als onderdeel van de dvd The Cecil B. DeMille Classics Collection, die tot op heden nog enkel op regio 1-versie is uitgebracht. De film is gebaseerd op het toneelstuk Mädchen für alles.
Het budget van de film was $135.000. Bijna $100.000 hiervan ging naar het salaris van de hoofdrolspeelster Mary Pickford. Desondanks gaan er geruchten dat Pickford en DeMille geen woord hebben gewisseld tijdens het maken van de film.

## Verhaal
Terwijl haar vader vermoord wordt door indianen, wordt Jenny Lawrence verliefd op een crimineel. Als hij gevangen wordt door de lokale sheriff, weet Jenny hem toch te bevrijden door de sheriff te vertellen dat ze zwanger is van de crimineel. De sheriff krijgt medelijden met haar en bevrijdt de crimineel. Hierdoor hebben ze een kans om een leven op te bouwen in vrijheid.

## Rolverdeling
| Acteur         | Personage                 |
| -------------- | ------------------------- |
| Mary Pickford  | Jenny Lawrence            |
| Elliott Dexter | 'Black' Brown, Road Agent |
| Walter Long    | Sheriff                   |
| Tully Marshall | Sam Sparks                |
| Raymond Hatton | Dick Roland               |
| Charles Ogle   | Jim Lyn                   |
| Winter Hall    | Oom John Lawrence         |